# Tibetan Writers Abroad PEN Centre
L’association Tibetan Writers Abroad PEN Centre (TWAPEN), créée en 1999 sous le nom de Guild of Tibetan Writers, est destinée à la préservation de la culture tibétaine. Son siège est à Dharamsala en Inde. L’association est devenue membre du PEN club en 2003. 

## Buts de l’association
L’association se préoccupe des aspects politiques, culturel et éducatifs. Elle soutient près de 100 personnes impliquées dans le monde de la littérature dont la plupart se sont récemment enfuis du Tibet. Elle s’intéresse au bouddhisme, à la culture, à l’histoire et aux traditions médicales tibétaines.
L’association souhaite s’appuyer sur la déclaration universelle des droits de l'homme et la Charte du PEN club pour ses recherches sur l’histoire des relations sino-tibétaines, la protection de la liberté d'expression et le développement de la communauté tibétaine. 
Des délégués participent régulièrement au Congrès du PEN club, notamment en 2006 à Berlin où ils purent rencontrer la chancelière Angela Merkel,.
L’association publie « Chistok Melong », une lettre mensuelle en tibétain. 
Son président est Chabdak Lhamo Kyab, un poète renommé, également député du Parlement tibétain en exil. 
Kunthar Dhondup en est le vice-président, Jigme Dorjee le secrétaire général. L'association comprend aussi Dolma Kyap, Ketho, Mogru Tenpa, Ngodup Sonam et Kathup Gyal.